# Herbert Asbury
Herbert Asbury (1 september 1891 - 24 februari 1963) was een Amerikaanse journalist en schrijver, bekend om zijn gedetailleerde beschrijvingen van misdaad in de negentiende en vroege twintigste eeuw. Zijn bekendste werken omvatten onder andere Gem of the Prairie: An Informal History of the Chicago Underworld, The Barbary Coast: An Informal History of the San Francisco Underworld, Sucker's Progress: An Informal History of Gambling in America, en The Gangs of New York.
Asbury, geboren in Farmington, Missouri, diende tijdens de Eerste Wereldoorlog in het Amerikaanse leger, waar hij promotie maakte tot tweede luitenant maar ernstige longschade opliep tijdens een gasaanval in Frankrijk. Na zijn eervolle ontslag in januari 1919 begon hij zijn carrière als journalist. Zijn doorbraak kwam in 1926 met een verhaal gepubliceerd in The American Mercury door H.L. Mencken, waarin hij een prostituee uit zijn geboorteplaats portretteerde. Dit zorgde voor ophef en een ban.
Asbury bleef werken als verslaggever voor verschillende kranten, waaronder The Atlanta Georgian, de New York Sun, de New York Herald en de New York Tribune. In 1928 koos hij ervoor zich exclusief op schrijven te richten, waarbij hij zich voornamelijk toelegde op misdaadgenre. Na zijn laatste boek, The Great Illusion: An Informal History of Prohibition in 1950, trok hij zich terug uit het schrijverschap. Hij overleed op 71-jarige leeftijd op 24 februari 1963 aan een chronische longziekte.
In het begin van de eenentwintigste eeuw is Asbury's werk opnieuw onder de aandacht gekomen door de verfilming van Gangs of New York door regisseur Martin Scorsese in 2002. Kritiek is geuit op de historische nauwkeurigheid van zijn werk, maar zijn boeken bevatten over het algemeen uitgebreide bibliografieën en voetnoten waarin bronnen zoals kranten, boeken, pamfletten, politierapporten en persoonlijke interviews worden vermeld. 